# Lorbeerkranz

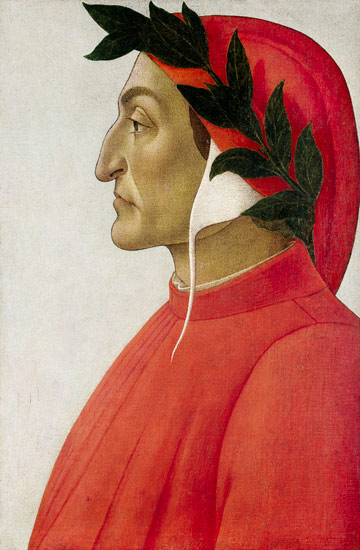
Dante Alighieri mit Lorbeerkranz, Porträt von Sandro Botticelli, 1495

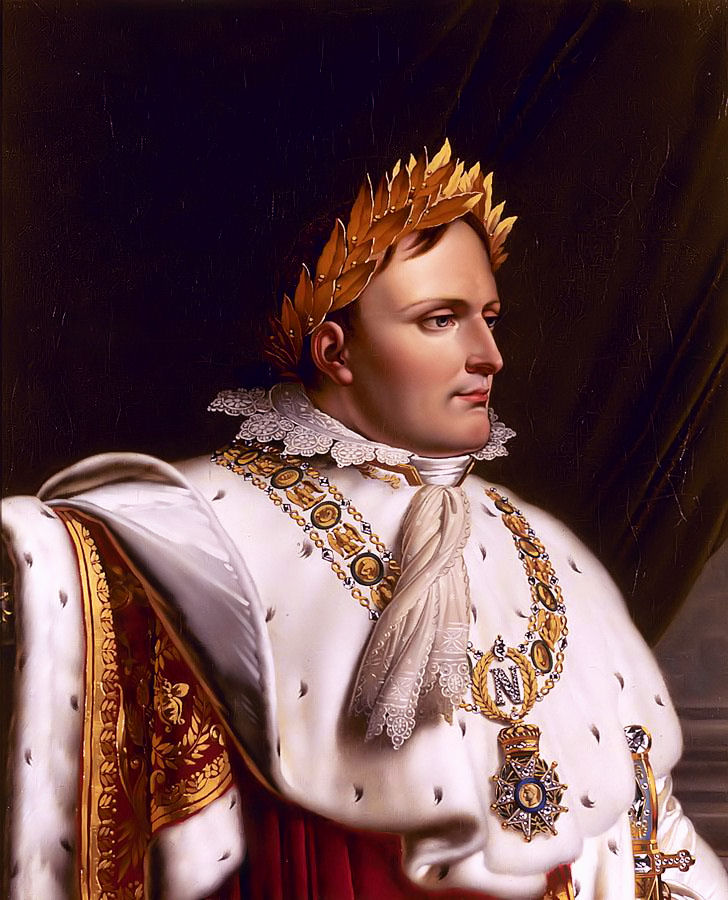
Napoleon Bonaparte im Krönungsornat mit goldenem Lorbeerkranz, Gemälde von Marie-Victoire Jaquotot

Ein Lorbeerkranz ist ein aus Zweigen und Blättern des Lorbeers (lateinisch laurus) geformter Kranz. Der Lorbeerkranz ist ein Symbol und ein Insigne für eine besondere Ehre oder Auszeichnung, insbesondere für einen Sieg oder einen besonderen Erfolg. Daher wird er auch als Siegerkranz bezeichnet. Lorbeerkränze sind häufig golden dargestellt.

## Antike

### Antikes Griechenland

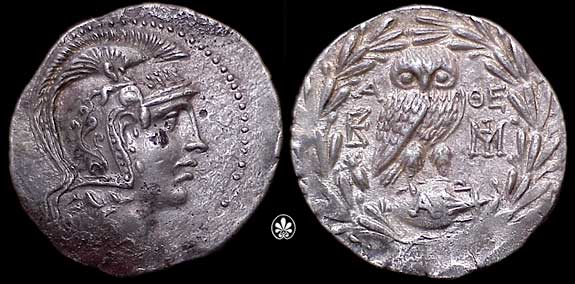
Antike griechische Münze mit lorbeerumkränzter Eule, als weise geltendes Begleittier der mit Helm abgebildeten Göttin Athene, um 152/151 v. Chr.

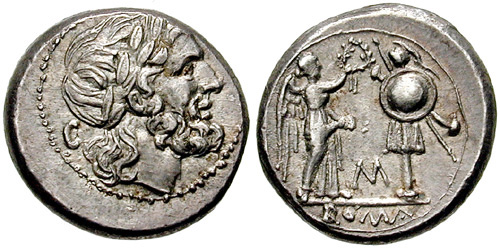
Victoriatus aus einer sizilianischen Münzstätte. 211-208 v. Chr. Avers: Jupiterkopf mit Lorbeerkranz; Revers: Victoria ein Tropaeum bekränzend mit einem Olivenkranz;

Der immergrüne Lorbeerstrauch bzw. Lorbeerbaum galt in der Mythologie des antiken Griechenland als Symbol der gesundheitlichen und moralischen Reinigung sowie der Sühne.
In den kultischen Handlungen um den griechischen Gott Apollon übernahm der Lorbeer eine bestimmte Aufgabe, indem er ihn an die geliebte Nymphe Daphne erinnerte, die vor seinen Nachstellungen gerettet wurde, indem sie von ihrem Vater in einen Lorbeerstrauch verwandelt wurde: So entstand der erste Lorbeerbaum. Für Apollon wurde der Strauch durch die Verwandlung heilig, daher trug er als Ausdruck seines Kummers und Schmerzes über die nicht erwiderte Liebe einen Lorbeerkranz auf dem Kopf. Der Überlieferung zufolge wurde ein erstes Orakel des Apollons „durch das Rauschen des Lorbeers“ verkündet. Tempel und Heiligtümer zu Ehren des Apollons wurden mit Lorbeer geschmückt und mit Besen aus zusammengebundenen Lorbeerzweigen gereinigt. Das Orakel von Delphi sprach mit einem Lorbeerblatt im Mund.
Bei den Anhängern von Hippokrates stand der Lorbeer im Ruf, als Heilmittel gegen Frauenleiden zu wirken.
Bei den Olympischen Spielen wurde ein Kotinos überreicht, also ein Olivenkranz, der Olivenöl als Siegerprämie ersetzte. Viele Darstellungen von vermeintlichen Lorbeerkränzen düften Olivenkränze sein.

### Antikes Rom

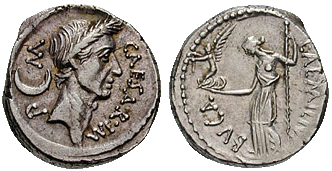
Antike römische Münze mit lorbeerbekränztem Gaius Iulius Caesar aus dem Jahr 44 v. Chr.

Auch in der römischen Mythologie spielte der Lorbeerkranz eine bedeutende Rolle. Im Kult um den Gott Jupiter war er Zeichen des Siegers, der mit Lorbeer bekränzt wurde. Daher war der Lorbeerkranz bei der Rückkehr von Feldherren nach Rom Zeichen des militärischen Siegers (siehe Corona triumphalis), während die Führer von Heeren, die einen weniger bedeutenden Erfolg erlangt hatten, sich bei einer ovatio mit einem Myrtenkranz begnügen mussten. Die Kränze wurden dabei nicht nur vom Triumphator, sondern von allen Teilnehmern des Triumphzuges getragen, mit Ausnahme der Sklaven. Später trugen auch die Kaiser Roms den Lorbeerkranz als Zeichen ihres Ruhmes. In deren Fall hielt allerdings ein hinter dem Kaiser stehender Sklave dem Triumphator zusätzlich einen Goldkranz (lat. corona ex auro Etrusca) über den Kopf.
Die Römer verbrannten Lorbeerblätter mit Salbei, Thymian, Verbene und Wacholder, um böse Geister zu vertreiben.

## Gestalt

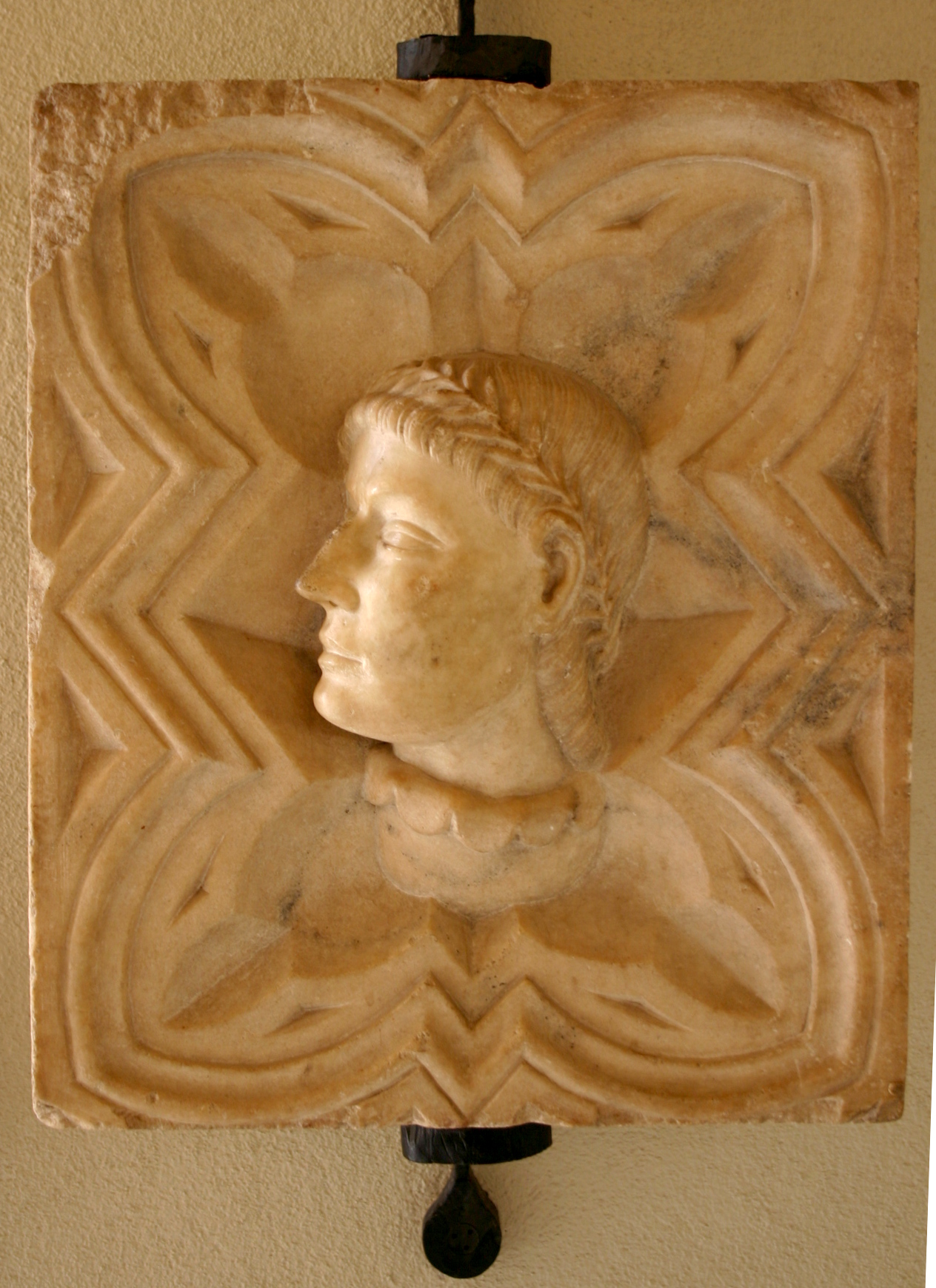
Artefakt mit Lorbeerkranz im Museum für Kunst der Antike, Mailand

### Form
Der Lorbeerkranz erscheint in unterschiedlicher Ausprägung. Es gibt sowohl Darstellungen eines einzelnen Lorbeerzweiges, der als Kranz um das Haupt gewunden wird, als auch solche, bei denen zwei einzelne Lorbeerzweige am unteren Teil miteinander verflochten und zu einem Kranz gewunden werden. Bei dieser zweiten Variante werden die beiden Zweige so miteinander verbunden, dass die Blattspitzen jeweils in Gegenrichtung der Flechtstelle zeigen. Dementsprechend wird ein Lorbeerkranz so auf dem Kopf positioniert, dass die Blattspitzen gleichzeitig nach vorn und schräg nach oben zeigen. Dies steht für das positive Element, ein Voranstreben oder lebensbejahenden Elan. Die zweite Variante wird an der Flechtstelle häufig mit Zierbändern versehen, zum Beispiel in den Landesfarben.
Der Lorbeerkranz bildet nicht zwingend eine geschlossene Form, er kann ähnlich einem Hufeisen geöffnet sein. Beim Tragen weist die Öffnung stets nach vorn, der vordere Teil des Kopfes bzw. die Stirn bleibt also weitgehend frei. Bei zweidimensionalen Darstellungen zeigt die Öffnung des Lorbeerkranzes fast ausnahmslos nach oben.

### Material
In ihrer gegenständlichen Form bilden die Zweige des Lorbeers das ursprüngliche und natürliche Material des Lorbeerkranzes, später je nach Gelegenheit auch durch vom Menschen verarbeitete Materialien wie Metall, Natur- oder Kunstfasern ersetzt. In der Bildenden Kunst und der Architektur werden darüber hinaus weitere Materialien wie Glas, Holz, Edelmetalle, Natur- und Kunststein oder Putz verwendet. In der Medaillen-, Plaketten- und Münzprägung werden überwiegend Edelmetalle bzw. Legierungen aus Edelmetallen und anderen Metallen eingesetzt.

## Symbolik

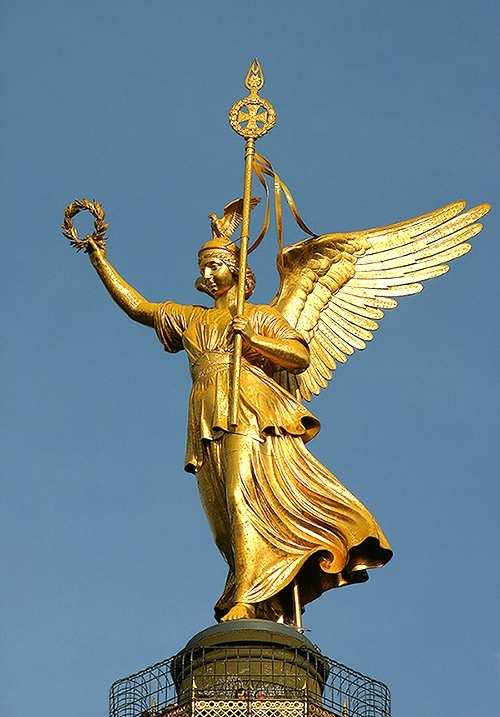
Siegessäule in Berlin-Tiergarten: Victoria mit erhobenem Lorbeerkranz. Der stilisierte Speer zeigt das preußische Eiserne Kreuz im Eichenlaubkranz.

### Antike Symbolik
Der Lorbeerkranz ist vom Grundsatz her ein friedliches Symbol. Die runde Form steht für Vollkommenheit, die immergrüne Erscheinungsform des Lorbeerstrauches bzw. des Lorbeerbaumes für Beständigkeit bzw. Unsterblichkeit. Schon bei den alten Griechen und Römern stand er für Erfolg, Leistung, Sieg, Ruhm und Weihe.
Im Gegensatz zu einer königlichen oder kaiserlichen Krone versinnbildlicht der Lorbeerkranz eine Bürgerkrone (lat. corona civica, im Römischen Reich allerdings aus Eichenlaub), die demzufolge von Feldherren, Wissenschaftlern, Dichtern und Sportlern errungen werden kann.

### Symbol für Sieg und Patriotismus
Im Deutschen Reich wurden nach militärischen Siegen Ehrenmale mit dem meist figürlichen Motiv der Göttin Victoria (lat. für Sieg) errichtet. Dabei wird diese oft mit erhobenem rechten Arm dargestellt, einen Lorbeerkranz haltend. In der anderen, nach unten gerichteten Hand, hält sie meist einen Palmzweig, der – wie die Taube – symbolisch für den Frieden steht. In Berlin erhebt die Victoria auf der Siegessäule einen Lorbeerkranz, während das Eiserne Kreuz an ihrem Speer von Eichenlaub umkränzt ist.
Auch am Niederwalddenkmal in Rüdesheim am Rhein braucht man nicht lange nach Lorbeerkränzen zu suchen. Sie sind an den Ecken des Denkmalsockels zu finden und an der Kaiserkrone des Deutschen Reiches, die von der Germania emporgehalten wird. Auch um das von ihr gesenkt gehaltene Schwert winden sich Lorbeerzweige; durch den Lorbeer ist das Schwert seiner eigentlichen Funktion enthoben und erhält damit einen eher wehrhaften als aggressiven Charakter.
Auf dem Cromwelltaler von 1658 aus der kurzen Zeit der englischen Republik wird Oliver Cromwell als römischer Kaiser, drapiert und mit einem Lorbeerkranz geschmückt dargestellt. Der Lorbeerkranz ist hier das Symbol für die Beendigung des Bürgerkrieges und den erlangten Frieden.

## Verwendung des Symbols in verschiedenen Bereichen

### Architektur

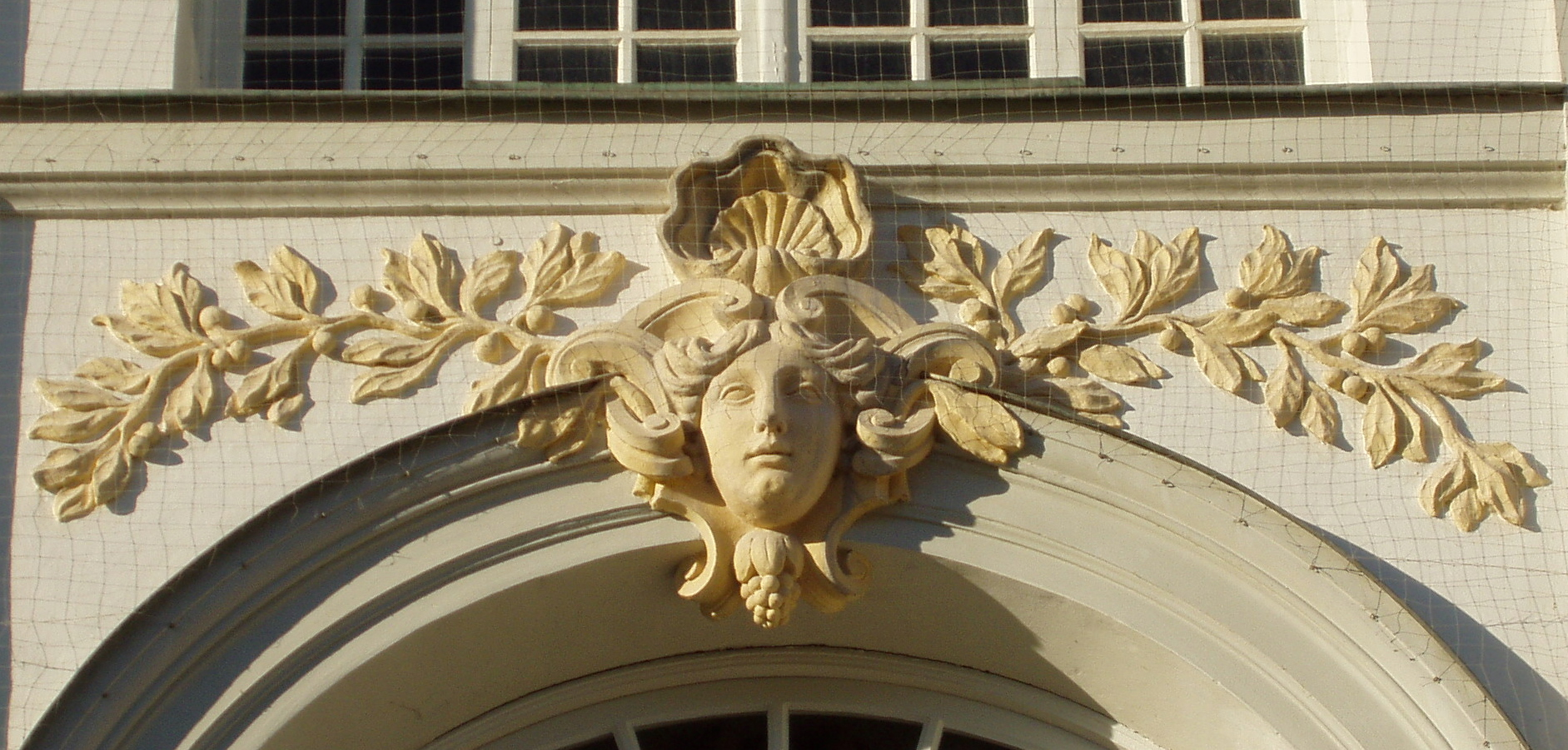
Lorbeerbekränztes Eingangstor Schloss Nymphenburg, München

Lorbeerkränze und -zweige werden in der Architektur sehr häufig als Schmuck-Element an Außenfassaden und in der Innenausstattung verwendet, vor allem in früheren Jahrhunderten. So sind beispielsweise Eingangstore des Schlosses Nymphenburg in München lorbeerumkränzt. Sehenswert sind auch die Lorbeerkränze und Akanthusblätter an den barocken Stuckdecken des Schlosses Köpenick in Berlin.

### Kunst
In der Bildenden und Darstellenden Kunst finden sich seit der Antike Lorbeerkränze, so auf zahlreichen Gemälden, Mosaiken und Skulpturen, natürlich auch im Schauspiel. In der Basilika von Aquileia findet sich die Victoria christiana, das Symbol für das siegreiche Christentum. Dargestellt ist ein blondes Mädchen, das mit seiner Rechten einen Lorbeerkranz reicht. In seiner Linken trägt es einen Palmenzweig als Symbol für den Frieden. Es handelt sich dabei um eine christliche Interpretation der antiken Vorbilder Nike und Victoria.

### Wappen und Flaggen
Der Lorbeerkranz bzw. Lorbeerzweige sind auf vielen Wappen und Flaggen zu finden. Auf Staatswappen und -flaggen nutzen beispielsweise El Salvador, Kolumbien, Mexiko und Zypern einen Lorbeerkranz bzw. einen Lorbeerzweig. Beim Tiroler Wappen wird von Ehrenkränzlein gesprochen. In der italienischen Heraldik sind insbesondere Kommunalwappen fast immer umkränzt. Auch Wappen und Flagge des US-Bundesstaates New Hampshire zeigen einen Lorbeerkranz. Auf deutschen Gemeindewappen findet sich der Lorbeerkranz beispielsweise in Aldenhoven (Kreis Jülich) bzw. im Ortsteil Siersdorf sowie in Alperstedt (Landkreis Sömmerda). Im Frankfurter Stadtteil Heddernheim trägt ihn Kaiser Hadrian.

### Militär

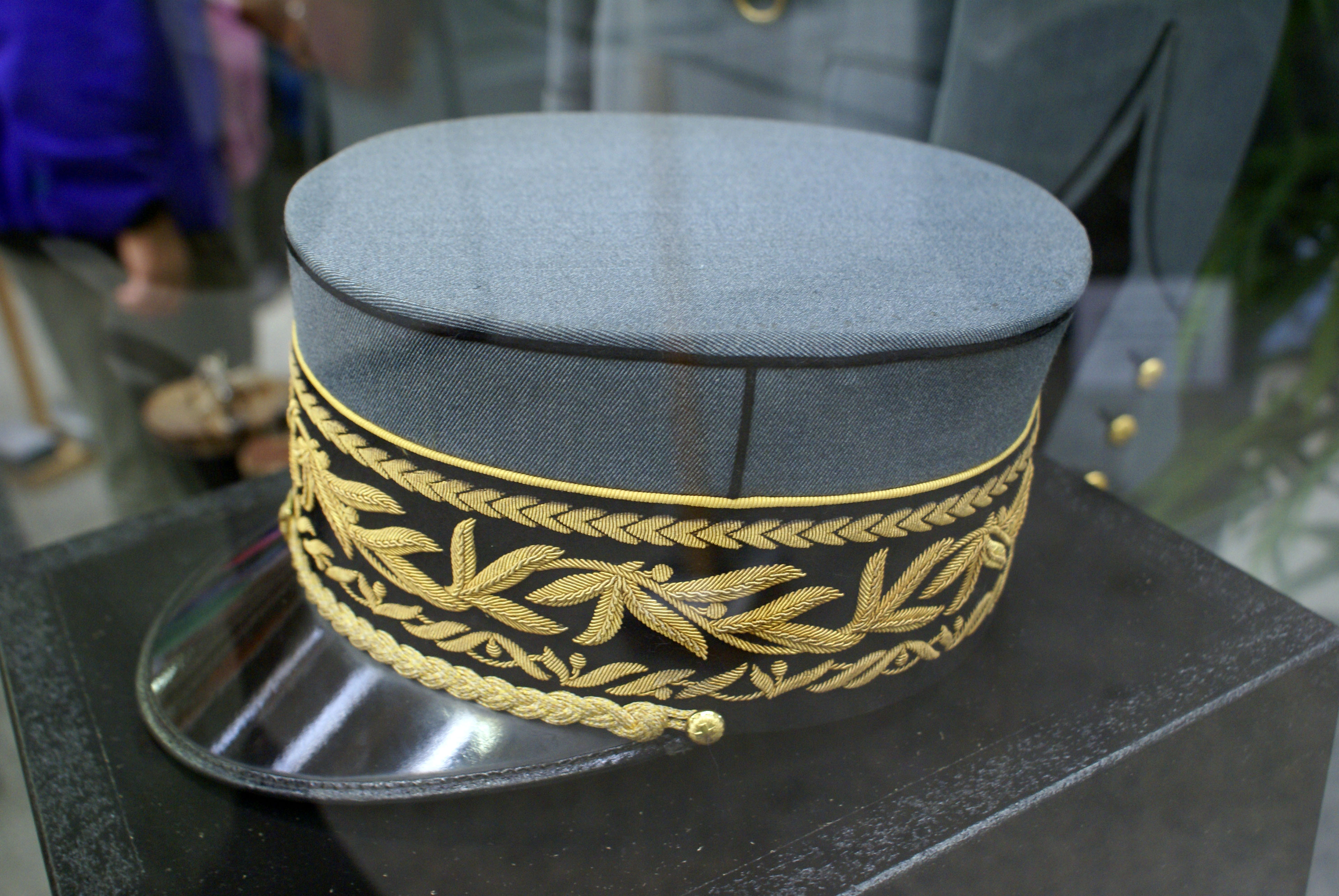
Uniformkäppi für den General der Schweizer Armee mit lorbeerumkränztem Spiegel

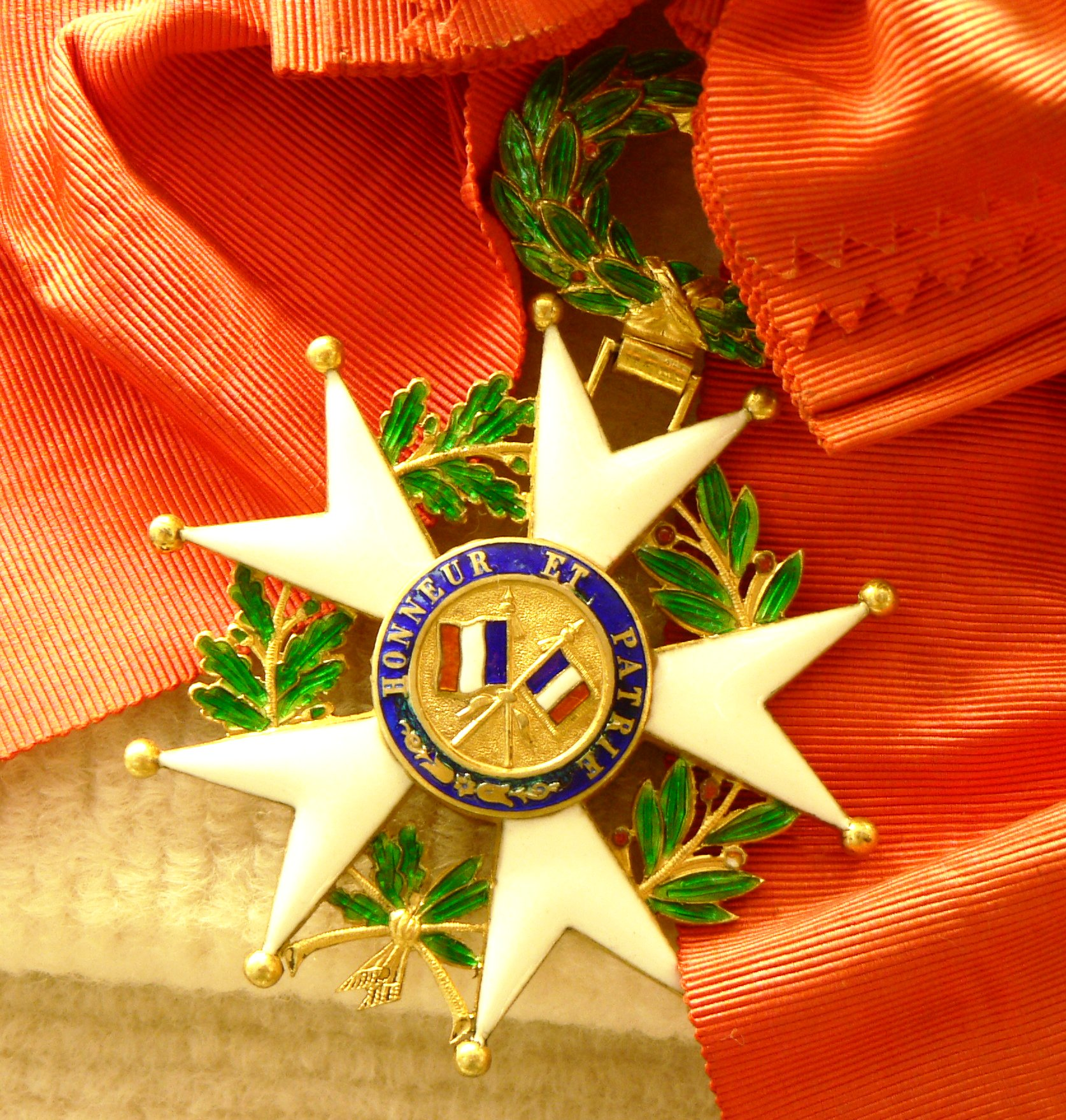
Französischer Nationalorden der Ehrenlegion mit Lorbeerkranz

Zahlreiche Abbildungen, Abzeichen, Orden wie zum Beispiel der Nationalorden der französischen Ehrenlegion (franz. ordre national de la Légion d’honneur), Rüstungen und andere Militaria zeigen Lorbeerkränze, so beispielsweise die U-Boot-Frontspange der reichsdeutschen Kriegsmarine.

### Münzen
Eine Goldmünze des beginnenden 17. Jahrhunderts wurde dezidiert als Laurel (engl. für Lorbeer) bezeichnet, da sie erstmals einen englischen König (Jacob I.), den Sohn von Maria Stuart, mit Lorbeerkranz darstellte. Im deutschsprachigen Raum wurde sie damals unter Bezug auf Jacob I. als Jacobus bzw. Jakobiner bezeichnet.
Gegenwärtig sind beispielsweise Münzen des Schweizer Frankens bekränzt.

Stadtsiegel von New York City mit umlaufendem Lorbeerkranz

### Siegel
Auf Siegeln von Urkunden findet sich ebenfalls der Lorbeerkranz, insbesondere auf Gemeinde- und Stadtsiegeln, wenn in deren Stadtwappen ein Lorbeerkranz dargestellt wird.

### Logos

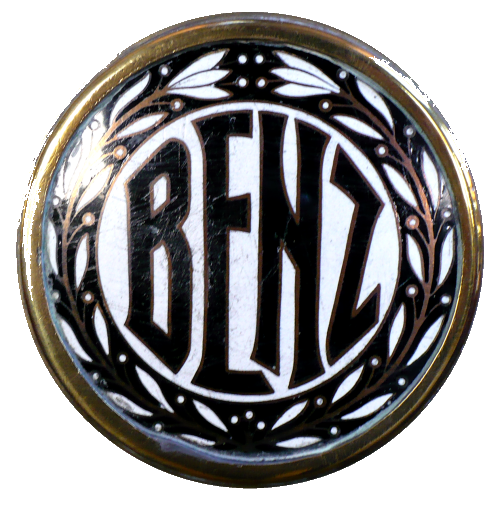
Das Logo der Firma Benz

Zahlreiche Institutionen, Organisationen und Unternehmen benutzen den Lorbeerkranz als Logo. So nutzt zum Beispiel der britische Hersteller von Sportbekleidung, Fred Perry, einen Lorbeerkranz (engl. laurel wreath) als Firmenlogo, das auf alle Produkte gestickt, gewebt, geprägt oder gedruckt wird.
1925 bis 1933 führte die tschechoslowakische Kraftfahrzeug-Marke Škoda ein Logo, das von einem Lorbeerkranz umrahmt war, bereits zuvor wurde, als das Unternehmen noch Laurin & Klement hieß, von 1905 bis 1925 ein entsprechendes Logo geführt. Ebenso führte die deutsche Fahrzeugmarke Benz. Ähnliches gilt für die Marke Mercedes-Benz. Deren Logo war temporär mit einem Lorbeerkranz versehen, der nach der Fusion von Benz mit Daimler (1926) als verbindendes Element zwischen den Namen Mercedes und Benz zunächst erhalten blieb.
Der Lorbeerkranz kann aber auch leicht mit den Zweigen eines Olivenbaums verwechselt werden. So verwenden die Vereinten Nationen (UNO) eine stilisierte Darstellung der Erde, die von Zweigen des Ölbaums umrahmt wird.

### Werbung
Werbegrafiker verwenden den Lorbeerkranz, um Produkte visuell als erfolgreich zu charakterisieren.
Ein ähnliches Ziel verfolgt man teilweise bei der Kreation von Prüf- und Gütesiegeln, als es darum ging, ausgezeichnete Produkte als herausragend zu kennzeichnen.

## Verwendung bei Veranstaltungen

### Sport

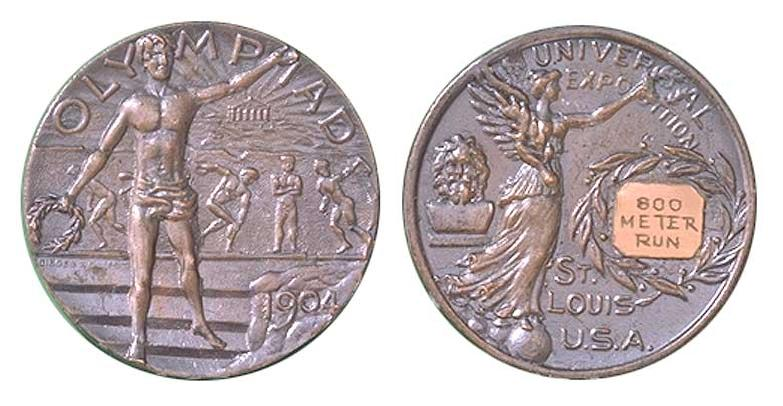
Offizielle Medaille der Olympischen Sommerspiele von 1904 in St. Louis mit Lorbeerkränzen

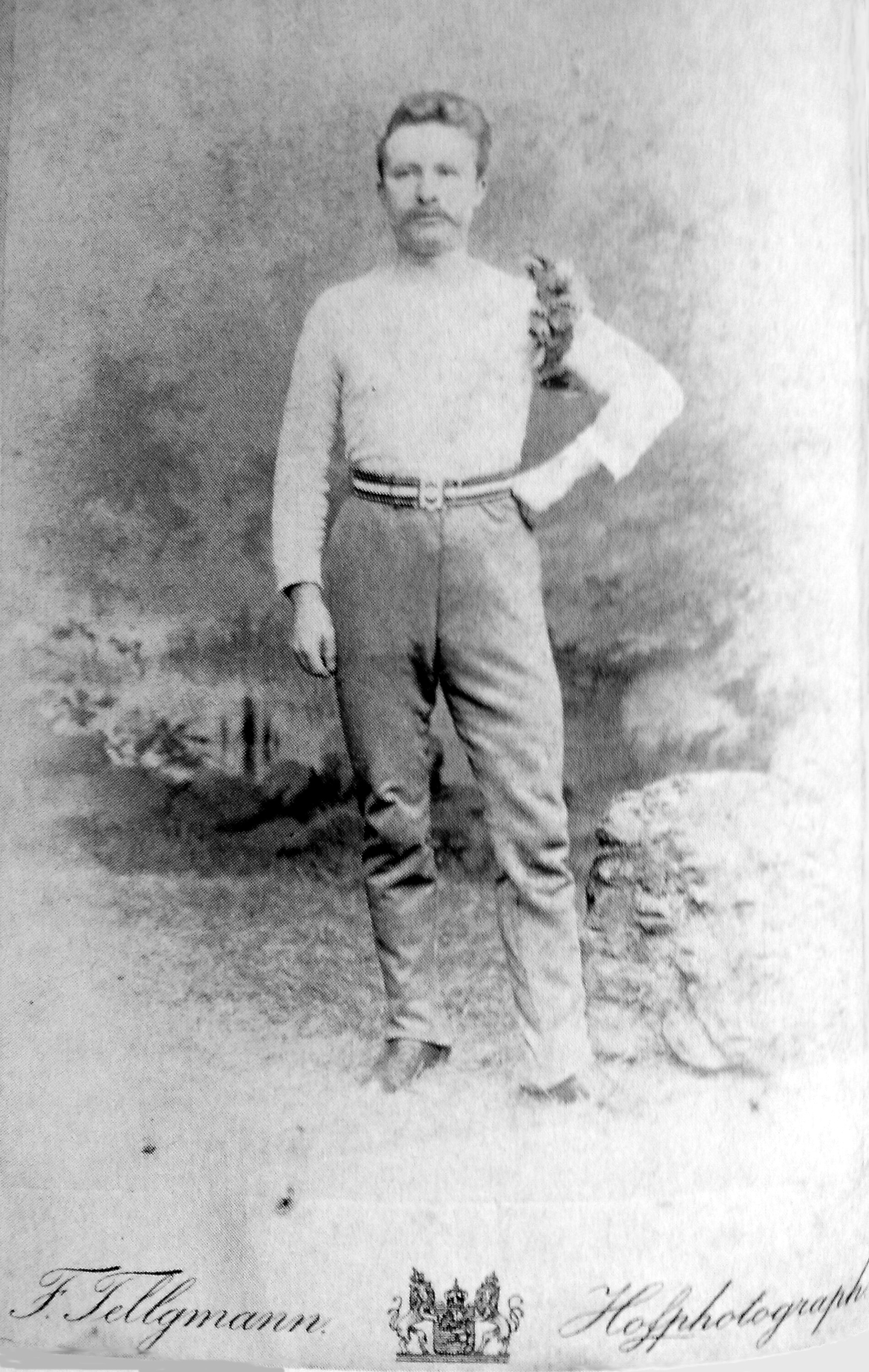
Otto Heinemann in Turnhemd mit Lorbeerkranz am Arm

Im alten Griechenland erhielten Sportler der Pythischen bzw. Delphischen Spiele als einzige Anerkennung ihres ehrenvollen Sieges einen Lorbeerkranz. Auch bei den Olympischen Spielen der Antike und der Neuzeit spielen Lorbeerkränze eine Rolle.
Insbesondere in der Turnbewegung des 19. Jahrhunderts um den als Turnvater apostrophierten Friedrich Ludwig Jahn nahm der Lorbeerkranz eine besondere Bedeutung ein. So wird beispielsweise das aus den Initialen des Frisch, fromm, fröhlich, frei gebildete Turnerkreuz auf einigen Darstellungen, Vereinswappen und Monumenten von einem Lorbeerkranz, manchmal auch von einem Eichenlaubkranz, eingerahmt. Dies hatte im Kontext von Leistung sowohl sportlichen als auch patriotisch-militärischen Bezug. Die Satire-Zeitschrift Simplicissimus griff den Aspekt turnerischer Ehrungen und Ehrenzeichen in ihren gesellschaftskritischen Karikaturen auf.
Auch im Sport der heutigen Zeit wird er zum Teil als Siegersymbol benutzt, so auf Urkunden, Medaillen, Pokalen und Abzeichen wie beispielsweise dem aktuellen Deutschen Sportabzeichen des Deutschen Olympischen Sportbundes (DOSB) oder als floristisch gebundener Lorbeerkranz.

### Jubiläen
Eine heute weiterhin gebräuchliche Anwendung des Lorbeerkranzes ist der Einsatz bei Jubiläen aller Art, seien es Hochzeitstag, Betriebszugehörigkeits- bzw. Dienstjubiläum, Firmengründung, Konfirmation, Schulabschluss oder Geburtstage. Dabei wird zumeist die entsprechende Anzahl von Jahren (z. B. 25, 50, 60, 75 usw.) in das Zentrum des Lorbeerkranzes gestellt. Papierwarenhändler, Floristen, Fotografen, Konditoren sowie anderes Gewerbe profitieren davon und halten entsprechende Lorbeerkränze aus Papier, Marzipan und anderen Materialien bereit.

### Karneval
Im Karneval bzw. auf Maskenbällen findet der Lorbeerkranz bei zahlreichen Maskierungen und teilweise bei der Dekoration Berücksichtigung.

## Der Lorbeerkranz in der Literatur

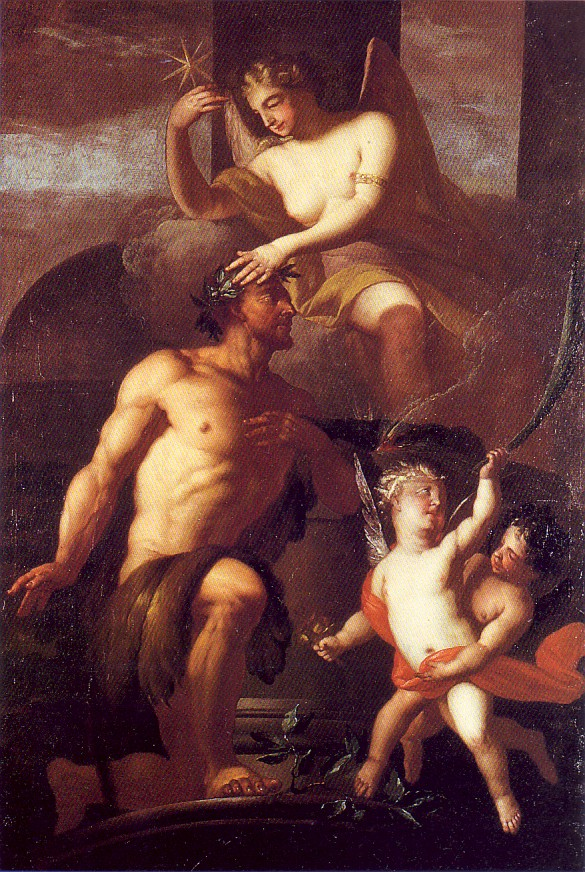
Herkules mit Lorbeer bekrönt, Gemälde von Matthaeus Terwesten

### Sagen
Der Lorbeerkranz wird auch in Geschichten und Sagen erwähnt.

### Gedichte
So lern auch diese Zweige (Lorbeer) tragen, die
Das Schönste sind, was wir dir geben können.
Wem einmal würdig sie das Haupt berührt,
Dem schweben sie auf ewig um die Stirn
Johann Wolfgang von Goethe (1749–1832)
Es schwellt der Orange benebelnder Duft
Fast heimlich herbei und berauscht meinen Sinn,
Es kühlt stiller Lorbeer die windliebe Luft,
Und Myrten enthaucht es, kaum merkbar: ich bin!
Theodor Däubler (1876–1934)
Es gibt weitere Gedichte, die den Lorbeerkranz thematisch aufgreifen, sogar solche, die ihm gewidmet sind, wie das Gedicht Der Lorbeerkranz von Johann Gottfried Herder (1744–1803) aus dem Jahr 1771. Über den Einzelnachweis kann das komplette Gedicht abgerufen werden.

### Liedtexte und Hymnen
Auch in der Musik kommt der Lorbeerkranz vor. Hier ist das während des Deutschen Kaiserreiches zwischen 1871 und 1918 oft intonierte preußische Lied Heil dir im Siegerkranz zu nennen, wo der Lorbeerkranz gleich im Titel thematisiert und in der vierten Strophe der Lorbeer erwähnt wird.
In der ersten Strophe der Volkshymne Gott erhalte Franz, den Kaiser für den letzten römisch-deutschen, später ersten österreichischen Kaiser Franz II., die erstmals 1797 gesungen wurde, wird der Lorbeerkranz beschrieben:
Ihm erblühen Lorbeerraiser,
Wo er geht, zum Ehrenkranz!
1826 wurde die Textfassung revidiert. Danach lauteten die beiden Textzeilen:
Liebe windet Lorbeerraiser,
ihm zu ewig grünem Kranz!
Später wurden noch weitere Revisionen des Textes vorgenommen.

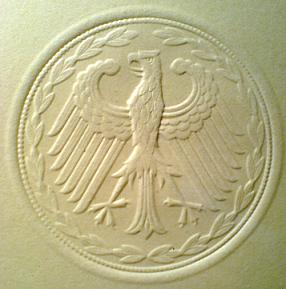
Großes Bundessiegel der Bundesrepublik Deutschland. Im Unterschied zum Kleinen Bundessiegel umgibt ein Lorbeerkranz den Bundesadler.

### Zitate
- „Den blut'gen Lorbeer geb' ich hin mit Freuden fürs erste Veilchen, das der März uns bringt“

Friedrich Schiller (1759–1805)
- „Der Lorbeer und der Hochmut sind gefährlich“

Adelbert von Chamisso (1781–1838)
- „In jedem Lorbeer drückt ein Dornenkranz“

Ernst Ziel (1841–1921)
- „Wer sich auf seinen Lorbeeren ausruht, trägt sie an der falschen Stelle“

Mao Tse-Tung (1893–1976)
- „Lorbeer gehört zu den seltenen Pflanzen, die man nicht säen und doch ernten kann“

Peter Maiwald (1946–2008)

## Der Lorbeerkranz im Film
Der Lorbeerkranz taucht auch im Film auf, so beispielsweise in der Science-Fiction als Emblem oder Flagge eines Volkes oder Völkerbundes (siehe Emblem der Vereinigten Föderation der Planeten (Star Trek)).
Vom Ohnsorg-Theater in Hamburg gibt es ein Volksstück, das mit Der Lorbeerkranz betitelt, im Deutschen Fernsehen gezeigt und auch als Video erhältlich ist. Aus dem Jahr 1912 stammt ein US-amerikanischer Stummfilm mit dem Titel The Laurel Wreath of Fame.

## Der Lorbeerkranz im Sprachgebrauch

### Laureaten

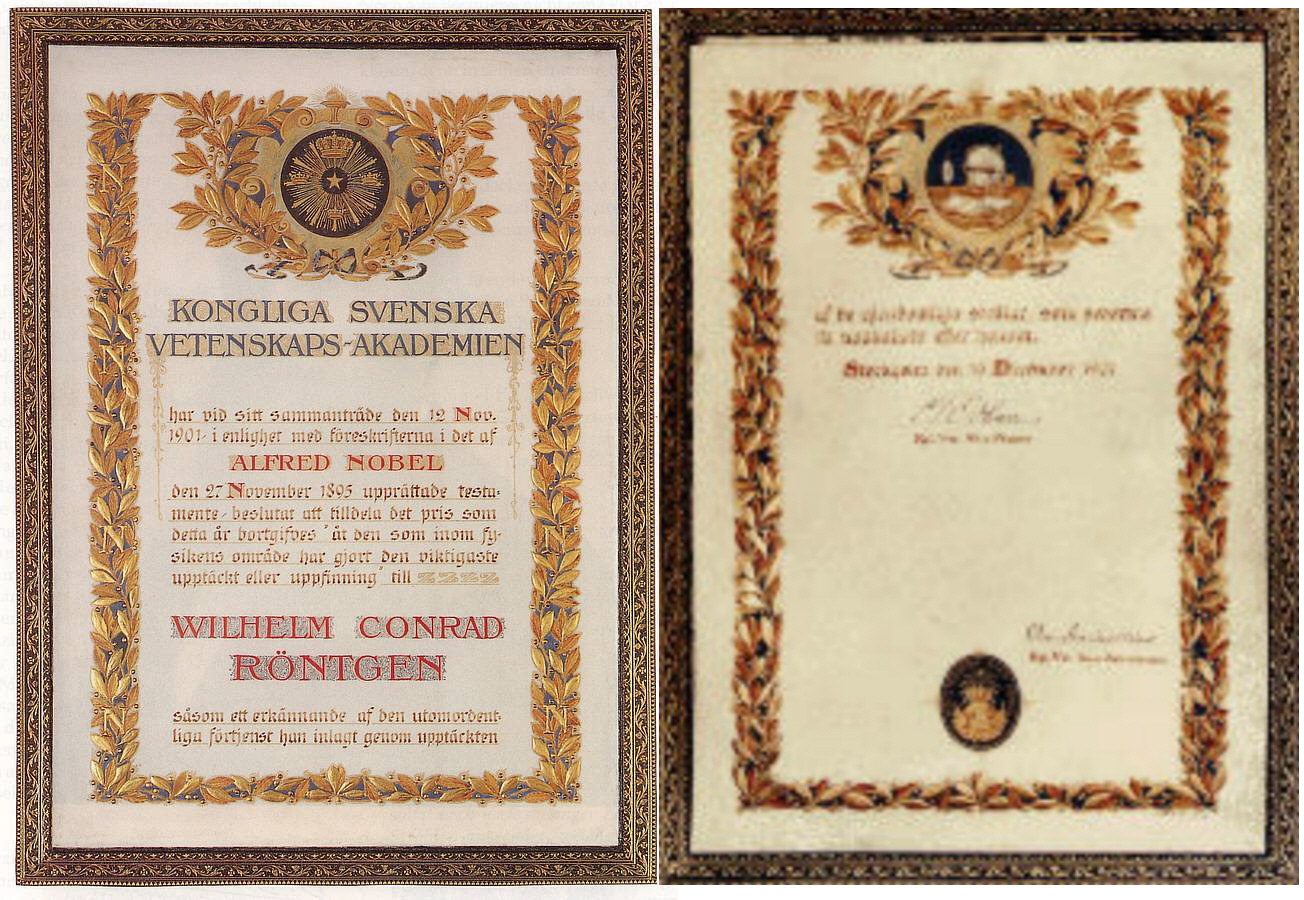
Nobelpreis-Urkunde mit Lorbeerkranz und -umrahmung für Wilhelm Conrad Röntgen

Ein Poeta laureatus ist ein mit dem Lorbeerkranz gekrönter Dichter. Entsprechend bezieht sich der Begriff Laureat bzw. Laureatin ursprünglich auf einen Träger des Lorbeerkranzes (lat. laureatus), er bezeichnet aber heute allgemein einen Menschen, dem eine besondere Ehrung zuteilgeworden ist, z. B. einen Nobelpreisträger; ebenso in anderen Sprachen, z. B. frz. lauréat oder ital. laureato. Italienisch laurea bezeichnet einen Hochschulabschluss.
Bei der rumänischen Kraftfahrzeug-Marke Dacia bezeichnet Lauréate eine gehobene Ausstattungsvariante von Pkw-Typen.

### Poets laureate
Seit mehr als 340 Jahren werden im englischen Sprachraum ausgezeichnete Dichter als Poet laureate bezeichnet, die im Vereinigten Königreich vom Premierminister vorgeschlagen und vom König bzw. von der Königin ernannt werden.
In den Vereinigten Staaten besteht eine vergleichbare Tradition: Dort wird vom Librarian of Congress, dem Bibliothekar des Kongresses, in Absprache mit dem amtierenden Poet Laureate sowie herausragenden Literatur- und Lyrikkritikern der jeweils neue Poet Laureate ernannt.

### Redewendung und Sprichwort
Die Redewendung „sich auf seinen Lorbeeren ausruhen“ bedeutet, sich nach vergangenen Erfolgen mit aktuellem Engagement zurückzuhalten. Schüler und Sportler bekommen nach einer erbrachten guten Leistung häufig die Ermahnung, „sich nicht auf ihren Lorbeeren auszuruhen“, sondern im gleichen Maß weiter zu lernen bzw. zu trainieren.
Das Sprichwort „Lorbeer macht nicht satt; besser wer Kartoffeln hat“ steht dafür, dass man von Ruhm allein nicht leben kann.

### Christliche Namen
Die Christen bevorzugten Namen, die in Bezug zu ihrer Religion standen, zum Beispiel von den Aposteln oder Märtyrern, meist mit einfachen Vornamen lateinischen oder griechischen Ursprungs:
- Laurentius (lat. für Lorbeer), davon abgeleitet: Laurence, Laurent, Laurentin, Laurenz, Lawrence, Lorenz (m.) bzw. Laura, Laure, Lauren, Laureen, Laurena, Lorena, Laurène, Laurentia, Lauretta, Laurette, Lauri, Laurie, Lauryn (f.) oder
- Stephanos (griech. στέϕανος für Kranz/Krone), davon abgeleitet: Stefan, Steffen, Stephan, Stephen, Steve (m.) bzw. Stefanie, Steffi, Stephanie (f.) etc.[39][40]